# North Petherton
North Petherton är en stad och en civil parish i Somerset i England. Orten har 6 730 invånare (2011).